# 3,5-Diiodsalicylsäure
3,5-Diiodsalicylsäure ist eine organische chemische Verbindung, die sowohl zur Stoffgruppe der Phenole als auch zur Stoffgruppe der aromatischen Carbonsäuren gehört. Sie ist damit eine Phenolsäure.

## Darstellung
3,5-Diiodsalicylsäure kann aus Salicylsäure durch Iodierung mit Iodchlorid in Eisessig hergestellt werden.
Ferner ist die Synthese aus Salicylsäure und elementarem Iod in ethanolischer Lösung durch Zugabe von Wasserstoffperoxid möglich.

## Toxizität
Im Tierversuch wurde festgestellt, dass 3,5-Diiodsalicylsäure nicht toxisch ist.

## Verwendung
3,5-Diiodsalicylsäure ist ein Ausgangsprodukt für die Herstellung von Rafoxanid, das als Medikament gegen Bandwurmbefall bei Haustieren eingesetzt wird.
In der Biochemie ist 3,5-Diiodsalicylsäure interessant, weil sie im Gegensatz zur unsubstituierten Salicylsäure eine stärkere Bindung zum Transthyretin aufweist.

## Reaktionen
Weitere Iodierung von 3,5-Diiodsalicylsäure in Gegenwart von Kaliumhydroxid schlägt fehl, es bildet sich unter Abspaltung der Säuregruppe 2,4,6-Triiodphenol. 3,5-Diiodsalicylsäure färbt eine Eisen(III)-chloridlösung violett.

## Derivate
Acetylierung von 3,5-Diiodsalicylsäure führt zum Diiod-Aspirin, dessen blutgerinnungshemmende Wirkung größer ist als die des unsubstituierten Aspirins.
Die 3,5-Diiod-4-aminosalicylsäure, die durch Iodierung von 4-Aminosalicylsäure mit Iodchlorid in Eisessig hergestellt wird, wurde in der Behandlung von Tuberkulose eingesetzt.

## Salze
Die Natrium- und Ammoniumsalze der 3,5-Diiodsalicylsäure sind wasserlöslich. Die Salze mit Seltenerdmetallen haben die allgemeine Formel X(I2Sal)3 · 5 H2O, wobei X = La, Ce, Pr, Nd, bzw. X(I2Sal)3 · 4 H2O, wobei X = Sm, Ho, Yb, Y. Diese Salze sind in Wasser, Dimethylformamid, Dimethylsulfoxid und in unpolaren Lösungsmitteln nicht löslich, jedoch in Ethanol, Methanol und Aceton löslich.
Das Kaliumsalz der 3,5-Diiodsalicylsäure ist mit der CAS-Nummer 17274-17-8 registriert, das Lithiumsalz unter CAS-Nummer 42935-32-0.
Die Trennung von der bei der Synthese als Zwischenprodukt entstehenden 5-Iodsalicylsäure ist über das Bariumsalz möglich, das sich bei der 5-Iodsalicylsäure gut in Wasser löst, hingegen ist das 3,5-Diiodsalicylat schwerlöslich.